# Australien i olympiska sommarspelen 1928
Australien deltog med 18 deltagare vid de olympiska sommarspelen 1928 i Amsterdam. Totalt vann de en guldmedalj, två silvermedaljer och en bronsmedalj.

## Medalj

### Guld
- Bobby Pearce - Rodd, singelsculler.

### Silver
- Boy Charlton - Simning, 400 meter frisim.
- Boy Charlton - Simning, 1 500 meter frisim.

### Brons
- Dunc Gray - Cykling, tempolopp.